# Ксенофобия
Ксенофобия (от гръцки: ξένος – „непознат“, „чужденец“ и φόβος – „боязън“, „страх“) означава подчертана ненавист, страх или враждебност спрямо чужди неща, обикновено хора, но също така и приемани за чужди предмети, практики, явления, идеи и др. Ксенофобията е свързана с възприемане на чуждите (непознатите) като неразбираеми, несъвместими със собственото или противостоящи на собствения интерес и поради това опасни и враждебни.
Макар понятието да е широко застъпено в политическата и медийна реторика, както и в науката, концептуално то няма добре устроена теоретична база.

## История
Концепцията за „чуждия“, „непознатия“ и основаната на нея ксенофобия съществуват практически в почти всяка култура в света. При все това като понятие ксенофобията за пръв път се появява едва през 1901 г. в непревеждания на български език роман на Анатол Франс „Мосю Бержере в Париж“, разказващ за делото Драйфус. Това дело става повод за надигането на забележителни антисемитски настроения във Франция и заедно с яростните форми на национализъм по това време обезпечава със социален и политически гръб широкото разпространение на ксенофобия. През 1906 г., когато Върховният касационен съд на Франция окончателно реабилитира Драйфус, думата ксенофобия за първи път е вписана във френски речник – Nouveau Larousse illustré. В английски речници думата е включена години по-късно. Фразата „ксенофобски изблик“ се ползва, за да означи надигащия се антисемитизъм в Нацистка Германия.

## Определения
Съгласно речника на българския език на БАН, ксенофобията е „страх от всичко чуждо и омраза към чужденците“. Сходно е определението и в американския речник на Уебстър – „страх и омраза към непознати или чужденци или към всичко, което е непознато или чуждо“. Оксфордския речник на английския език определя думата като „неприязън или предразсъдък спрямо хора от чужди държави“.